# 유치산업
유치산업(幼稚産業, 영어: infant industry)는 국가 등의 특정 경제 단위에서 성장 가능성이 있지만 아직은 미성숙한 산업을 말한다.

## 유치산업 보호론
이미 충분히 발전되어 경쟁력을 갖춘 선진국의 기업이 자유 무역을 통해 개발도상국에 진입할 경우 개발도상국의 기업은 경쟁에서 도태되어 산업 발전의 기회를 잃어버리게 된다. 따라서 이런 유치산업은 국가에서 나서서 관세 등의 보호 무역 정책을 통하여 보호해야 한다는 주장이 있는데 이를 유치산업 보호론(幼稚産業保護論, 영어: infant industry argument)이라 한다. 이 주장은 미국의 초대 재무장관 알렉산더 해밀턴이 최초로 주창하였다.

## 같이 보기
- 보호 무역
- 알렉산더 해밀턴
- 장하준